# Standerdmolen

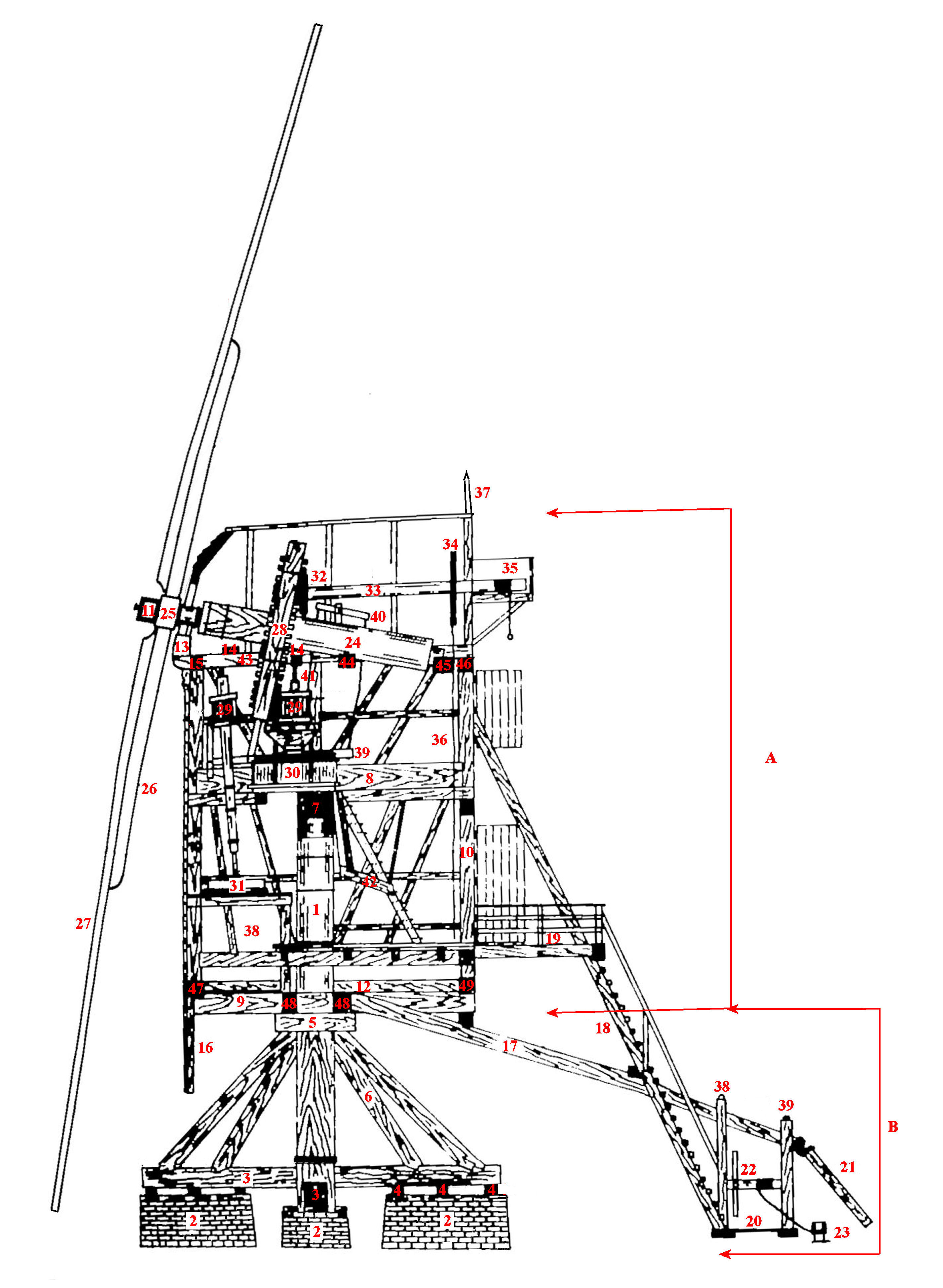
Doorsnede van een standerdmolen met twee maalkoppels:
A=kast, B=voet. 1 standerd, 2 teerlingen, 3 kruisplaten, 4 zonneblokken, 5 zetel, 6 steekbanden, 7 steenbalk, 8 steenlijst, 10 hoekstijl, 11 roegat, 12 waterlijst, 13 windpeluw, 14 ijzerbalken, 15 tempelbalk, 16 borstnaald, 17 staartbalk, 18 trapboom, 19 galerij, 20 kruibank, 21 loopschoor, 22 kruihaspel, 23 kruipaal, 24 bovenas, 25 insteekkop, 26 borst, 27 oplanger, 28 bovenwiel, 29 steenrondsels, 30 maalkoppel, 31 maalkoppel, 32 varkenswiel, 33 luias, 34 gaffelwiel, 35 luikap, 36 luireep, 37 makelaar, 38 hel, 39 vangbalk, 40 binnenvangstok, 41 vangtouw, 42 maalbak, 43 daklijst, 44 koppelbalk, 45 penbalk, 46 achterbalk, 47 voorzomer, 48 korte burriebalken, 49 achterzomer.

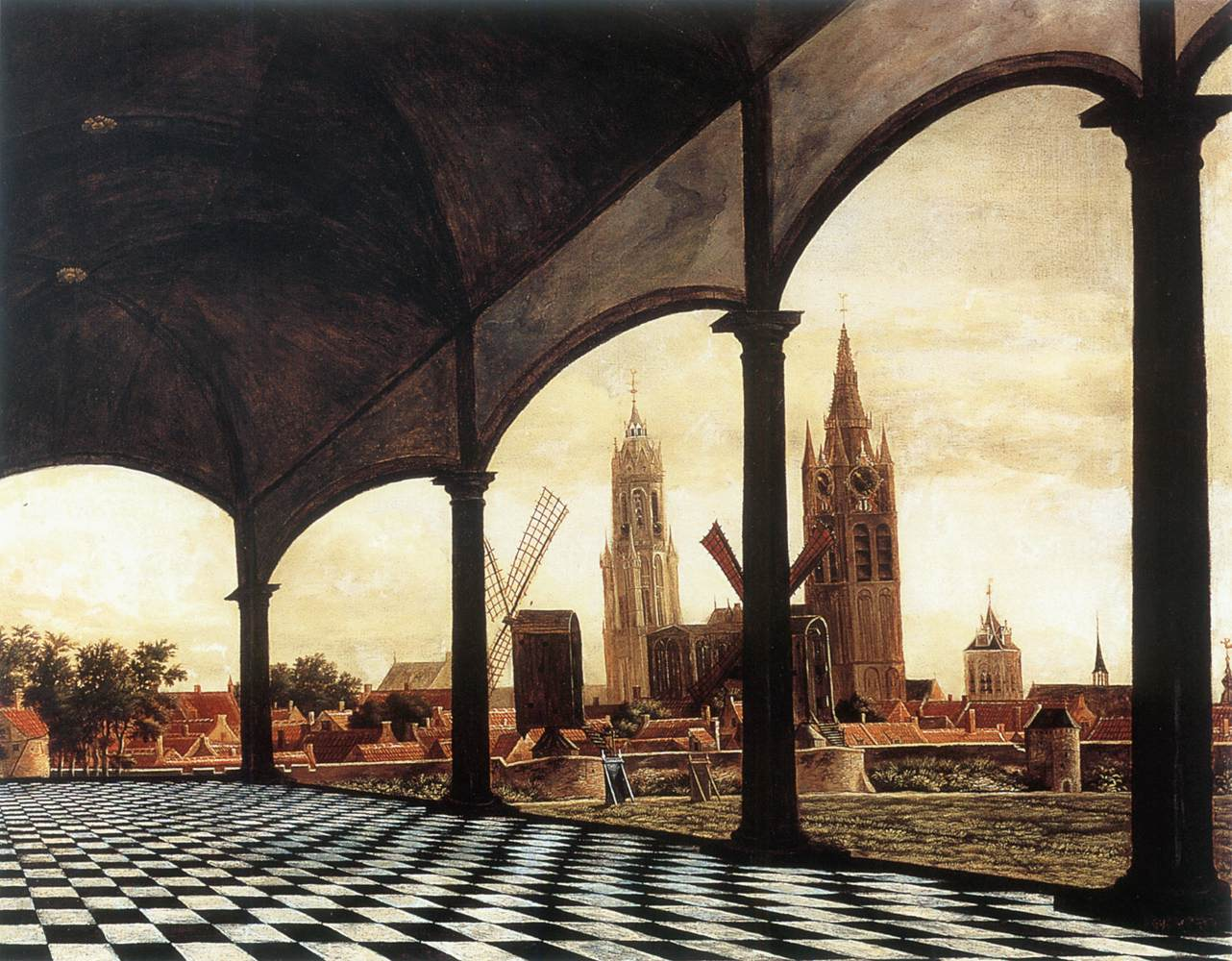
Daniël Vosmaer: Gezicht op Delft met een fantasieloggia en twee standerdmolens, 1663

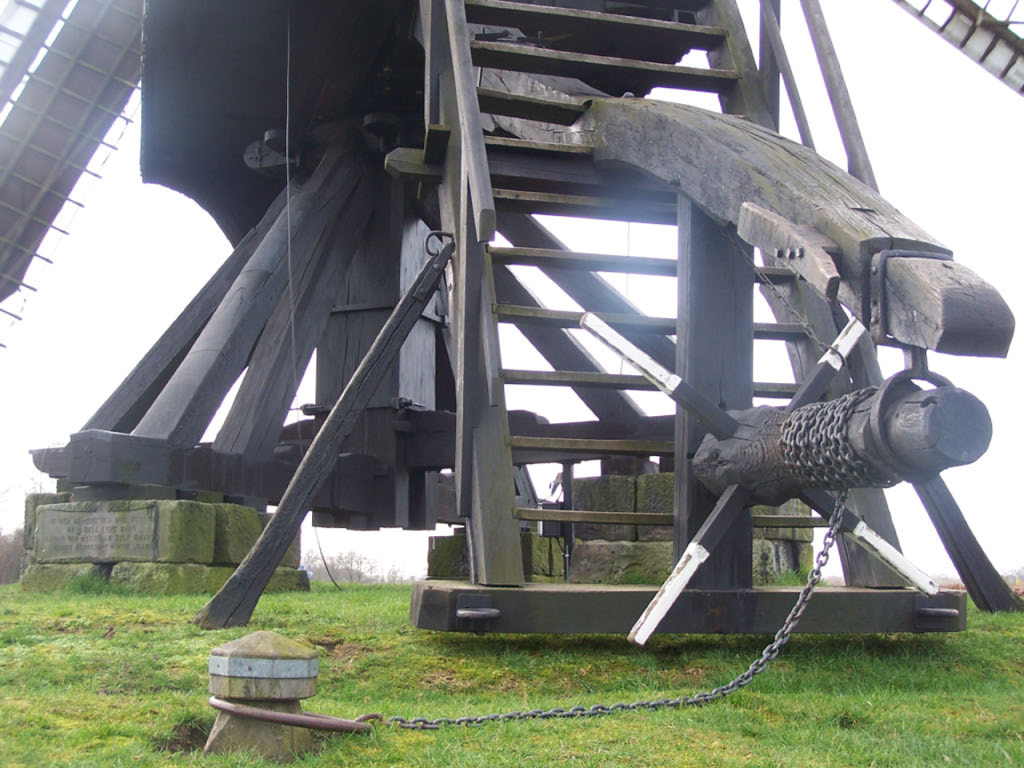
Standerd met staart van de Wissinks Möl in Usselo, Enschede

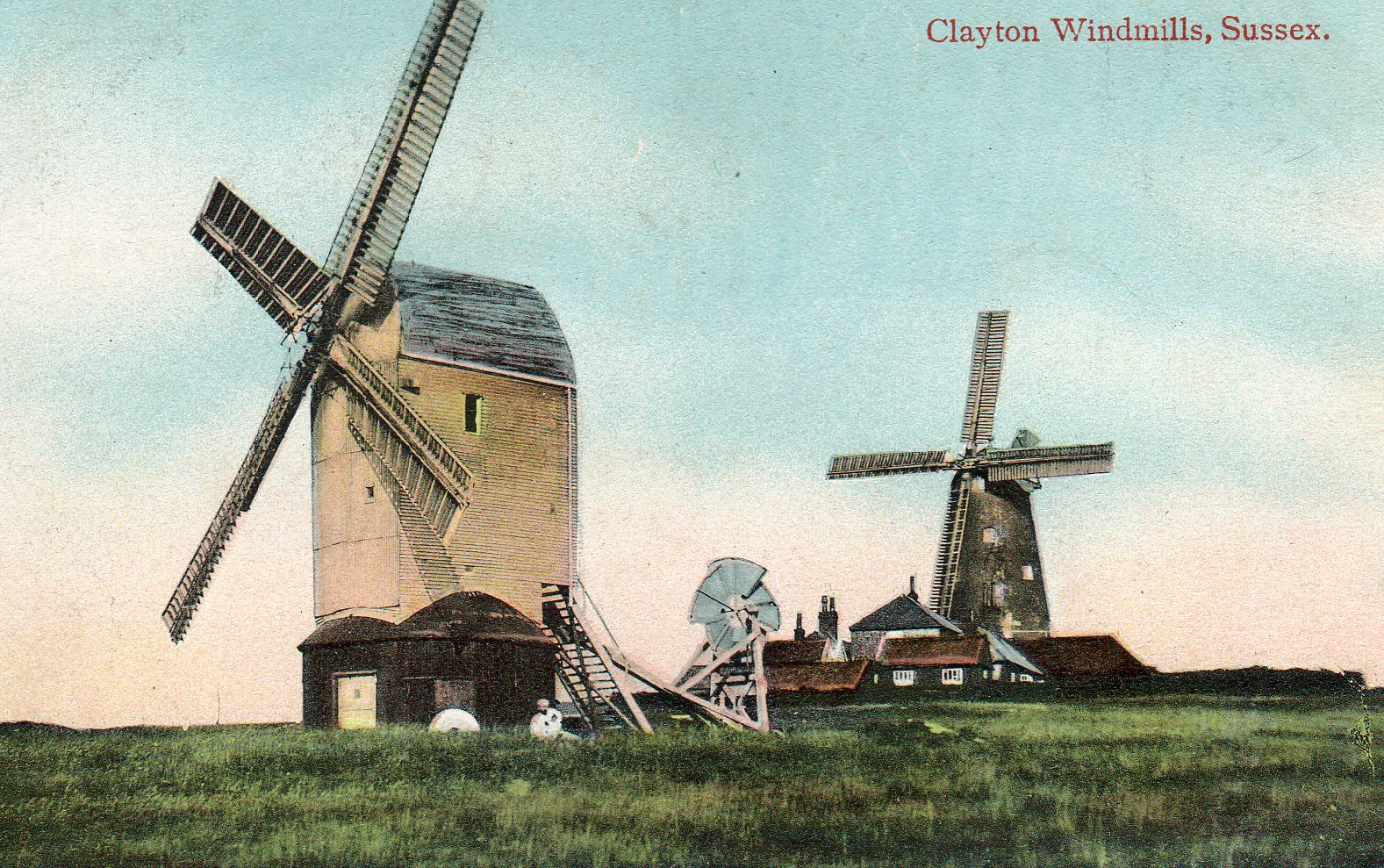
Standerdmolen Jill met zelfkruiing in Clayton (West Sussex), Engeland

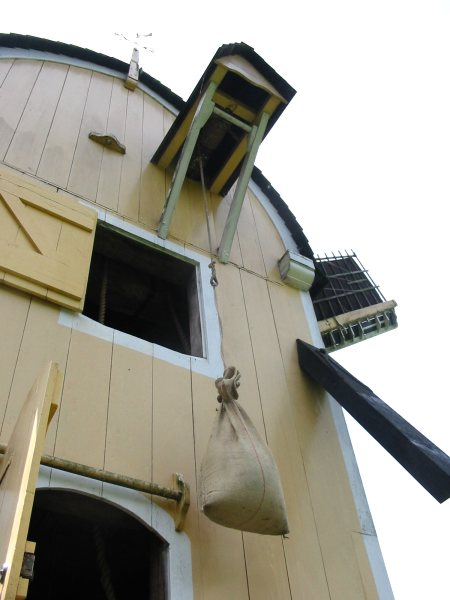
Luien van een graanzak bij de standerdmolen in het Openluchtmuseum te Arnhem met daarboven het luikapje

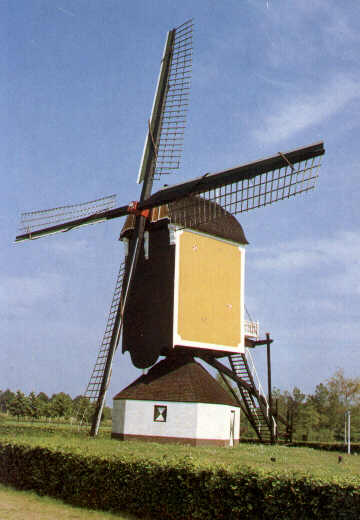
Molen van Jetten te Uden met trapschoren

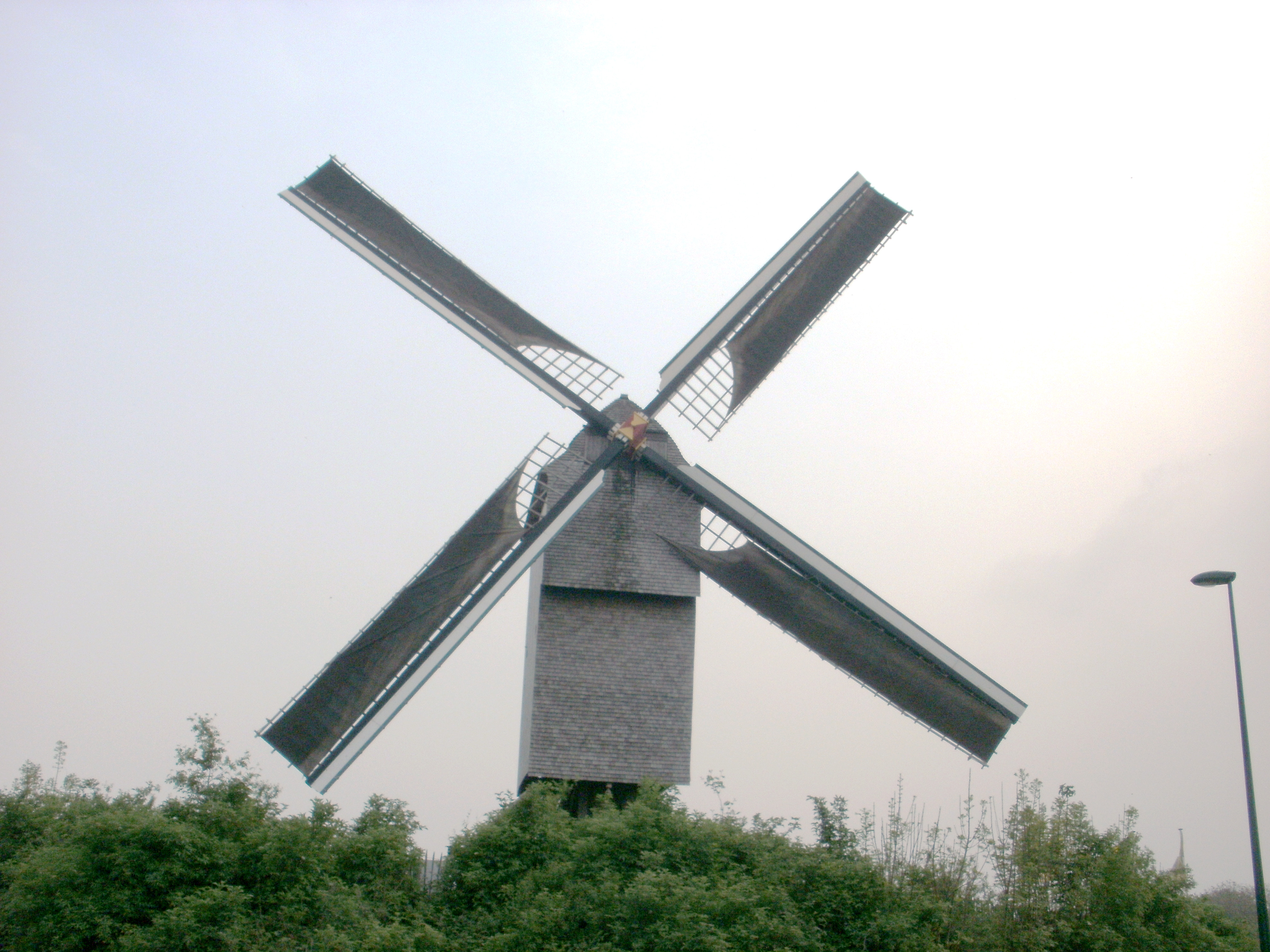
Buysesmolen te Herzele

De standerdmolen of standaardmolen, in West-Vlaanderen, Oost-Vlaanderen en in de provincie Antwerpen staakmolen genoemd en in Limburg kas(t)molen is een richtbare windmolen en het oudste houten type windmolen in de Lage Landen.
De naam is ontleend aan de standerd of staak, een rechtopstaande ongeveer 60–80 cm dikke stam met een zogeheten stormpen. De molenkast rust grotendeels op de bovenkant van de standerd of staak. Voor het afschuiven is er op de standerd een stormpen aangebracht. Een tweede steunpunt voor de kast om de standerd is de zetel halverwege de standerd. Het geheel steunt op 8 steekbanden (oksel/meesterbanden of standvinken), de 4 korte steekbanden houden het geheel omhoog, de 4 lange steekbanden stabiliseren de molen. de druk door het gewicht wordt hierbij afgeleid door de teerlingen of stiepen naar de grond. Het midden van de kast zit niet op de standerd, maar meer naar achteren ter compensatie van het gewicht van het wiekenkruis. Hierdoor is de molen afhankelijk van de hoeveelheid in de kast opgeslagen maalgoed min of meer in evenwicht
Uit de standerdmolen is de wipmolen ontstaan. Aan de vorm van het dak, de hoogte van de voet, de vorm van de trap, de lengte-breedteverhouding van de kast en het afdak boven het luiwerk kan men zien in welke streek de molen staat.

## Ontstaan
Op basis van een archeologische vondst te Sint-Denijs-Westrem wordt het bestaan van de richtbare windmolen in het oude graafschap Vlaanderen gedateerd in het begin van de 11e eeuw.
Oudste vermeldingen van standerdmolens:

1001, Rekspoede (Frans-Vlaanderen), Kloostermolen

1040, Opzullik (Henegouwen)

1092, Petegem (Oost-Vlaanderen)

1114, Houtkerke (Frans-Vlaanderen), Hoflandmeulen

1127, Hondschote (Frans-Vlaanderen), Hondschootse molen

1140, Etikhove (Oost-Vlaanderen)

1154, Zingem (Oost-Vlaanderen)

1154, Zomergem (Oost-Vlaanderen)
Na zijn ontstaan in het graafschap Vlaanderen verspreidde de techniek zich eerst naar Normandië (eerste vermelding 1180) en zuidoost Engeland (eerste vermelding 1181), en daarna naar de rest van Europa en het Midden-Oosten. Tijdens het beleg van Akko (1189-1191) werd een windmolen gebouwd met onderdelen meegebracht door Filips van de Elzas, graaf van Vlaanderen. De oudst bekende windmolenvermelding in Duitsland dateert van 1222 te Keulen.

## Nog bestaande standerdmolens
De standerdmolen komt nog voor in Noord-Frankrijk, België, Nederland, Engeland, Noord-Duitsland en Denemarken.
In België staan nog bijna 100 staakmolens. Kijk in het Belgisch molenbestand. In België wordt het molentype onder andere nog gevonden in Koksijde, bij de Onze-Lieve-Vrouw Ten Duinen, Zingem (en deelgemeente Huise), Herzele (en deelgemeente Sint-Antelinks, in Retie (De Heerser), in Werken (Kruisstraatmolen), en in Keerbergen (Heimolen)
In Nederland zijn er van dit type nog 48 molens bewaard gebleven, voornamelijk in Gelderland, Noord-Brabant, Limburg en Zeeland.  De oudste nog aanwezige standerdmolens in Nederland zijn Windlust in Nistelrode uit 1532, Den Evert in Someren uit 1543, de Kallenbroeker Molen of Den Olden Florus in Terschuur (voor 1584) en de Doesburgermolen in Ede (na 1620).
In het Franse Dosches staat een dwarsgetuigde standerdmolen, de Moulin de Dosches. 
In Duitsland heeft de rechtsdraaiende Bockwindmühle Oppenwehe in april 2011 weer dwarsgetuigde wieken gekregen ter vervanging van het oudhollandse gevlucht.

## Werking
Het gevlucht wordt op de wind gekruid met behulp van de staart. Soms staat vermeld dat deze tevens dienstdoet als tegenwicht voor het wiekenkruis. In de praktijk zal dit in lichte mate wel het geval zijn, maar dit is geenszins de functie van de staart en daarvoor is de staart ook niet aan de molen bevestigd. In Engeland zijn er ook zelfkruiende standerdmolens, waarbij op de staart een windroos zit. Bij het oudere standerdmolentype lopen de trapbomen door tot aan de stijlen van de kast en wordt de trap naar boven toe steeds breder. Bij het jongere type lopen de trapbomen parallel en zitten aan weerszijden van de trap schoren, die aan het balkon vastzitten. Aan het eind van de staart zit de kruibank met het kruirad. De draaiende wieken worden gestopt met de vang (rem), die zowel van buiten als binnen in de molen bediend kan worden.
In de molenkast, die meestal uit twee verdiepingen (soms drie, zoals bij Wissinks Möl) bestaat, zitten de complete aandrijving en de maalstenen, vroeger één koppel en vanaf de 17e eeuw meestal twee koppels, een voormolen en achtermolen. De voormolen ligt boven de standerd en de achtermolen tussen het wiekenkruis en het bovenwiel. Er zijn enkele standerdmolens met drie maalkoppels en een koningsspil zoals de molen Tot Voordeel en Genoegen of naast een vangwiel en tandkrans met een tweede wiel (aswiel) op de bovenas, zoals de standerdmolen Moergestel. Er is zelfs een standerdmolen met vier maalkoppels, waarvan de elektrisch aangedreven maalstoel in de voet staat, de standerdmolen in Moergestel. Het achterste maalkoppel (achtermolen) ligt op een verhoging. De ruimte onder dit maalkoppel wordt de hel genoemd. Hierin zit het paard voor dit maalkoppel en van hieruit kan men op de burriebalken en bij de zetel komen voor het met reuzel, groene zeep met grafiet, of andere middelen smeren van de zetel en dat deel van de standerd waar de burriebalken met de kalven tegen aankomen. De kast draait om een zware spil of standerd (in Vlaanderen staak genoemd) die tot beneden doorloopt. De stormpen, die op de top van de standerd zit, behoedt de kast van afschuiven. Als het goed is, rust de kast met zijn gewicht op de standerd en slechts een klein beetje op de zetel (90%-10% of 80%-20%). Soms zit er om de stormpen een ijzeren muts met in de steenbalk een ijzeren bekleding, waardoor de kast van de molen lichter draait en beter gezekerd is tegen afschuiven. De standerd rust op acht steekbanden of standvinken (schuine balken), waarbij de buitensteekbanden tegen de zetel en de binnensteekbanden tegen de standerd vlak onder de zetel vastzitten en van onderen met een pengat- en zwaluwstaartverbindingen op de twee kruisplaten. De kruisplaten rusten op de zonneblokken die op de stenen teerlingen liggen. Er zijn twee hoge en twee lage teerlingen, die in de richting van de windstreken staan. De twee hoogteerlingen staan noord-zuid. 

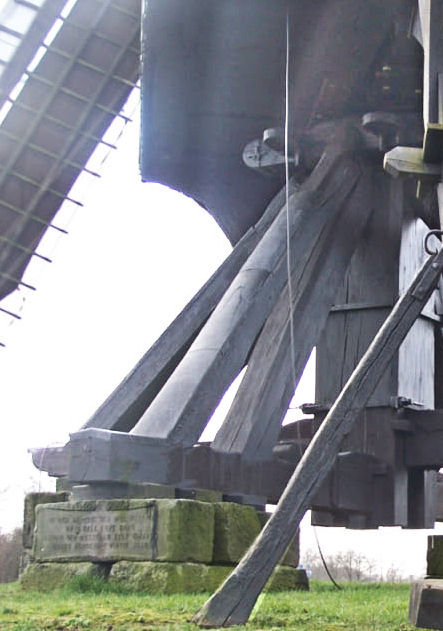
Standerd met zetel, steekbanden, kruisplaat, zonneblokken en laagteerling

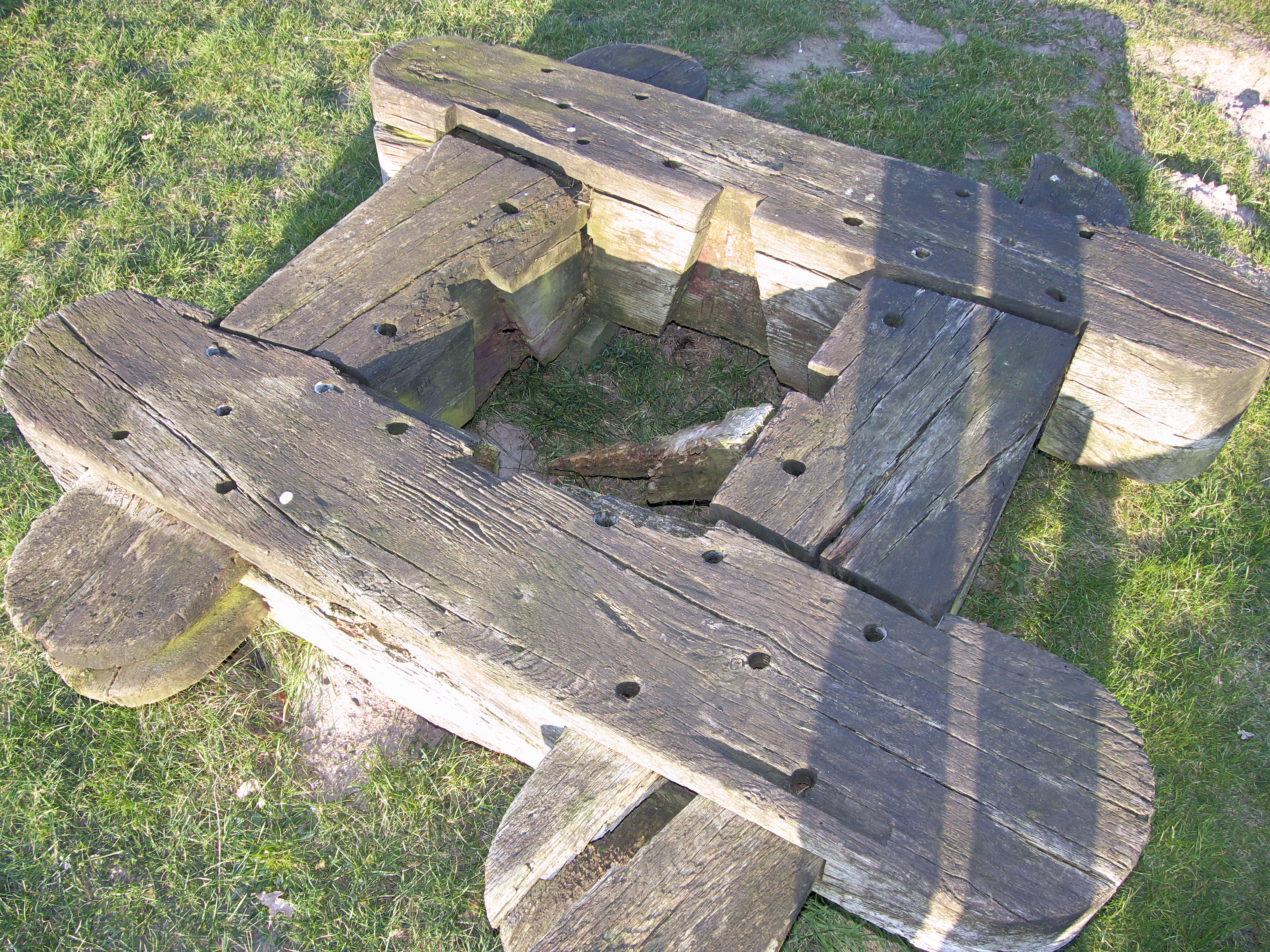
Zetel

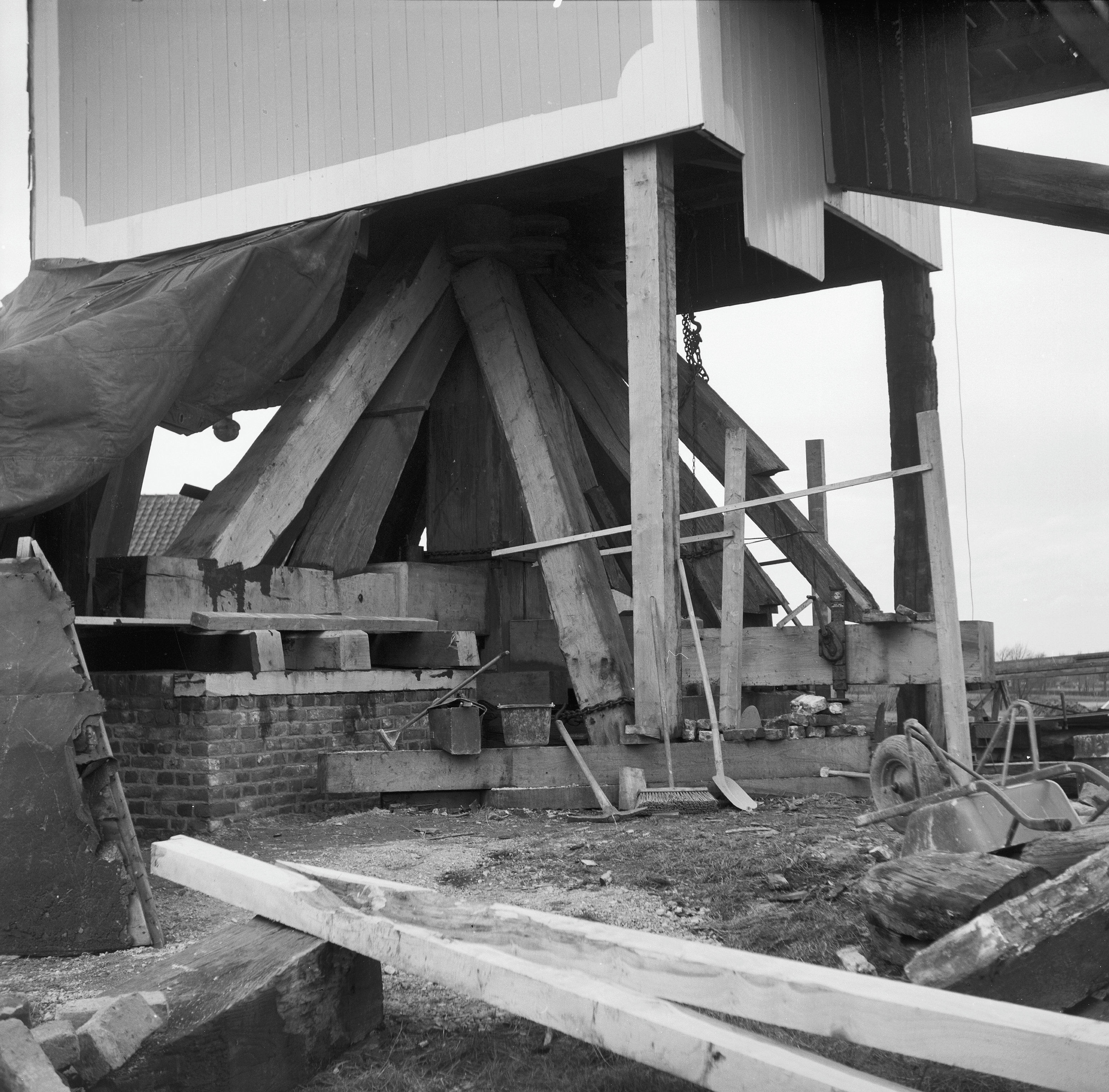
Sint Hubertusmolen op stelten

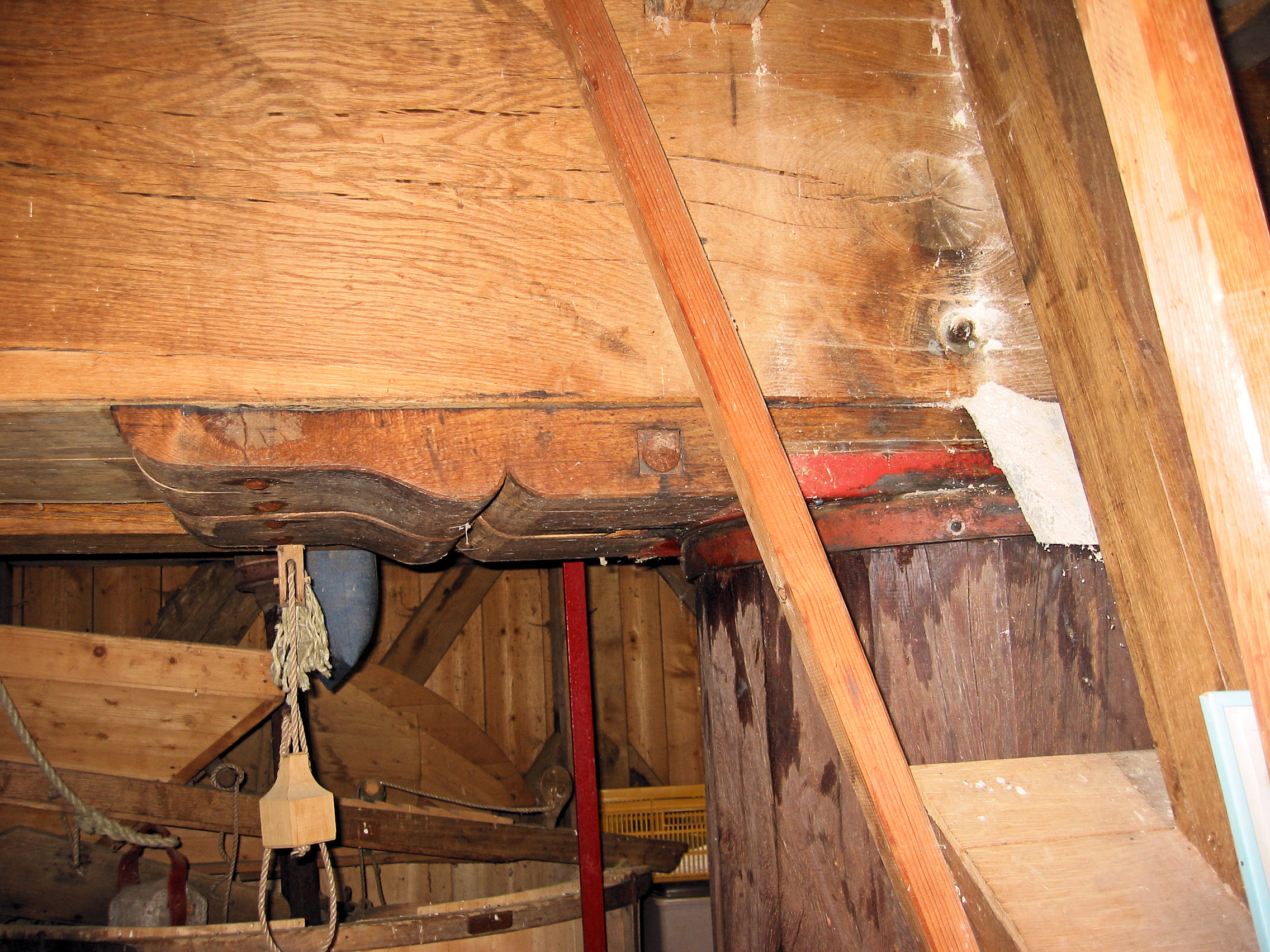
Brasem bij Tot Voordeel en Genoegen

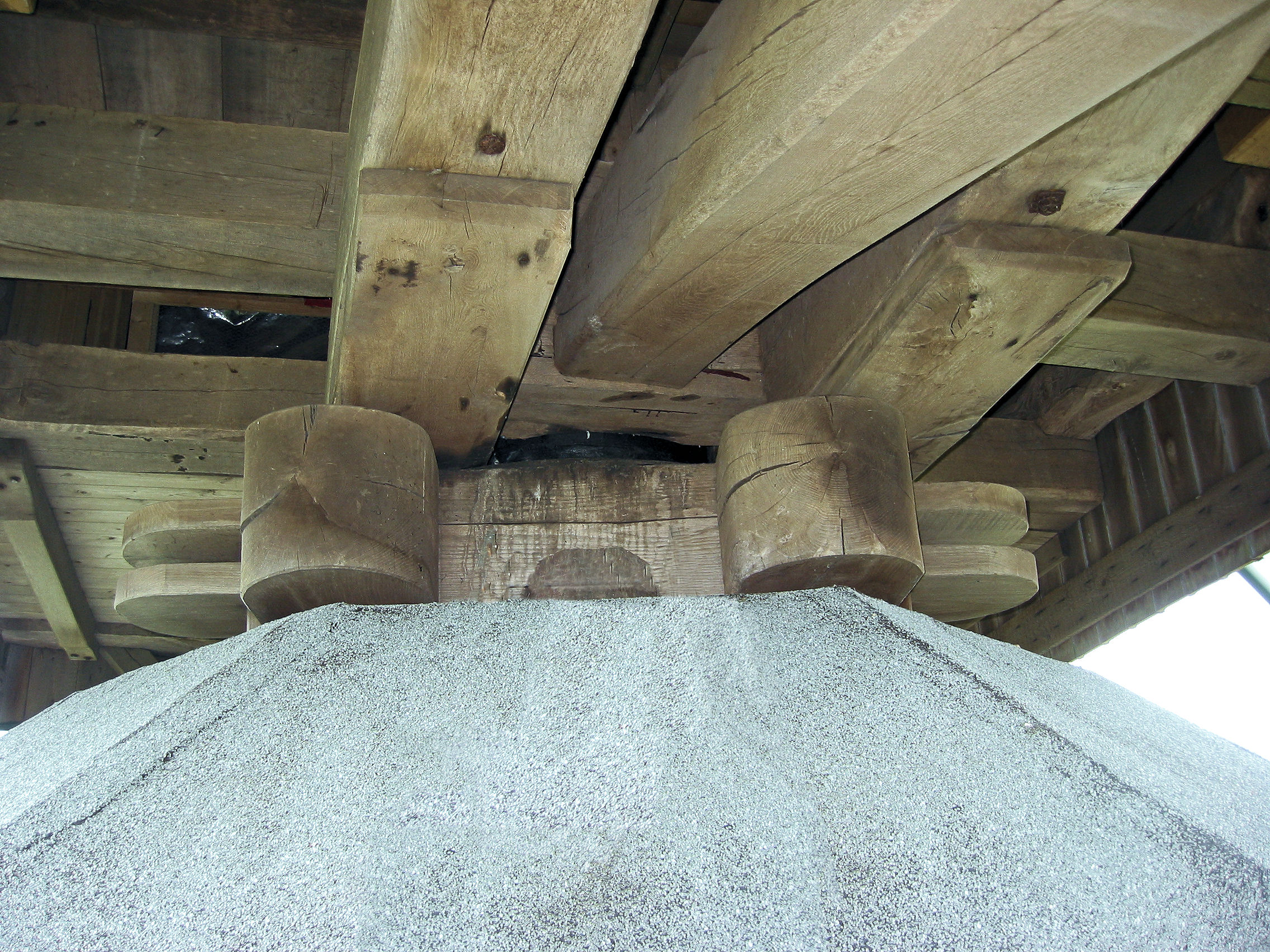
Slekken bij Tot Voordeel en Genoegen

De molenstenen zitten in de maalkuip, waarbij de onderste steen (de ligger) vastzit en de bovenste (de loper) in hoogte verstelbaar is. Om het verstellen te vergemakkelijken is er later vaak een regulateur in gekomen, die met middelpuntvliedende kracht door middel van gewichten werkt.
Het kammenluiwerk wordt via het varkenswiel door het bovenwiel aangedreven. Hoewel een kammenluiwerk het meest gebruikelijke luiwerk op de standerdmolen is, kan een sleepluiwerk ook voorkomen zoals op De Maasmolen in Nederasselt en de Zeldenrust in Overasselt.  Ook is er een gaffelwiel aanwezig voor het met de hand opluien.
De meeste standerdmolens zijn korenmolens, maar in Vlaanderen zijn er ook enkele zeldzame oliemolens. Aan de achterzijde is vaak een kapje te zien waaronder een door de wind aangedreven hijsas voor zakken graan en meel zit (het luiwerk, zie foto). Er zijn echter ook standerdmolens waarbij de kap verder doorloopt of waarbij de dakspits verder doorloopt (Den Evert), waardoor het luiwerk tegen de regen beschermd wordt.
Men spreekt van een gesloten, half gesloten of open standerdmolen, afhankelijk van het feit of de voet (onderbouw), het gedeelte onder de zetel, geheel gesloten, half gesloten dan wel open is. De molen op de foto's, behalve de bovenste foto, zijn van het gesloten type. In Limburg staan enkele voorbeelden van half gesloten standerdmolens. Het dak van de onderbouw wordt de paraplu genoemd. Hier spreekt men dan over een halfgesloten standerdmolen. Een voordeel van een gesloten standerdmolen is dat de balken beschermd worden tegen het weer en er meer ruimte is voor opslag. (Denk hierbij aan meelzakken en zeisen)
Door de beperkte ruimte in de houten kast had dit type molen maar een beperkte productiecapaciteit. Vanaf de 18e eeuw werden veel standerdmolens afgebroken en vervangen door grotere en vaak hoger gebouwde molens. Deze laatsten waren minder onderhoudsgevoelig en hadden ruimte voor meerdere koppels maalstenen en meer capaciteit voor opslag van graan en meel.

## Doorgezakte kast
Bij het ouder worden van de standerdmolen gaat de kast doorzakken, waardoor er op zetel meer gewicht komt te rusten. Hierdoor gaat de molen zwaarder kruien. Om dit euvel op te lossen wordt de kast opgekrikt. Vroeger gebeurde dat door onder de hoekstijlen krikken te plaatsen. Vervolgens wordt er onder de steenbalk een balk gelegd, de brasem. Door de dikte van deze balk komen de lange burriebalken te hoog boven de zetel te liggen. Daarom worden er ook hier balken ondergelegd, de slekken, die echter zo veel dunner zijn dan de brasem dat er weer de ideale gewichtsverdeling tussen bovenkant standerd en zetel ontstaat namelijk 80% van het gewicht op de bovenkant standerd en 20% op de zetel. Zo hebben de Standerdmolen Moergestel en Tot Voordeel en Genoegen een brasem en twee slekken.